# Lady thriller
Lady thriller (Libris 183198) är en serie med deckare av kvinnliga författare som utkom på B. Wahlströms bokförlag åren 1979-1983.
| Volym | Titel                  | Författare          | Utgivningsår |
| ----- | ---------------------- | ------------------- | ------------ |
| 1     | Dubbelspel i mörker    | Margaret Carr       | 1979         |
| 2     | Var finns min fiende?  | Freda Hurt          | 1979         |
| 3     | Du är redan dömd       | Willo Davis Roberts | 1979         |
| 4     | Farligt nära sanningen | Margaret Carr       | 1979         |
| 5     | Lockad i fällan        | Edith Piñero Green  | 1979         |
| 6     | Mannen som försvann    | Frances Cowen       | 1979         |
| 7     | Vem vill mig illa?     | Elaine Wagner       | 1979         |
| 8     | Faran lurar bakom dig  | Andrea Harris       | 1980         |